# Fred Adison
Pour les articles homonymes, voir Lapeyrère (homonymie).

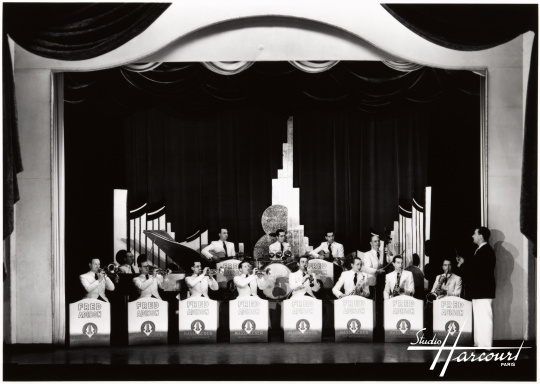
Orchestre de Fred Adison par le Studio Harcourt en 1941.

Albert Henri Lapeyrère, dit Fred Adison, né le 15 septembre 1908 à Bordeaux et mort le 25 août 1996 à Nice, est un musicien, chanteur et chef d'orchestre de jazz français.

## Biographie

### Orchestre de chanteurs à sketches
Albert Lapeyrère étudie le piano et le violon, avant d'acheter une batterie. Passionné par le jazz, il forme à l'âge de 18 ans avec des copains un petit orchestre de cinq musiciens. En entamant sa carrière, il prend le nom de scène de Fred Adison. Petit à petit, ce groupe musical parcourt la France et finit par investir Paris en 1931. L'orchestre parvient même à sonoriser plusieurs courts métrages muets et des sketches cinématographiques de Charlie Chaplin.
Ce fut, aux côtés de Ray Ventura, voire ensuite Jacques Hélian, l'un des principaux ensembles de chanteurs et orchestre à sketches des années 1930.
Parallèlement, de nombreux disques 78 tours sont gravés au cours des années 1930 chez Gramophone (qui furent maintes fois réédités en repiquages améliorés sur microsillons puis CD), et les succès s'enchaînent, avec de nombreux titres, sous une forme amusante et humoristique de comique troupier, voire champêtre de l'époque, rejoignant la musique de divertissement : 
- En cueillant la noisette,
- Avec les pompiers,
- Le petit train départemental ou bien encore,
- Quand un gendarme rit.

De la Taverne Fantasio, il passera au cabaret (dancing) Pigall's, puis au restaurant Chez Maxim's. Il fera ensuite toutes les grandes salles : Lido, Européen, Olympia, Ambassadeurs, Bobino, le Cirque Medrano, le Trianon, l' Étoile, l' A.B.C... Il n'y a pas un établissement qui n'ait voulu, un jour, voir Fred à son programme.
Après la guerre, pendant laquelle il ne cache pas ses sympathies pro-nazies, il revient en force avec un nouvel ensemble où se joignent de nouvelles attractions : danseurs de bebop, Django Reinhardt et Sacha Distel (en guitariste). Il inaugure la Grande Brasserie Alsacienne des Champs Élysées dont il est le directeur (car, en plus, c'est un homme d'affaires averti) puis il passe au restaurant Le Cap Horn, à l'Adison Square tout en effectuant des tournées, animant des thés dansants et cela jusqu'au début des années soixante.

### Orchestre duCirque Pinder
En 1952, Charles Spiessert, le propriétaire du Cirque Pinder, engage Fred Adison, pour devenir chef de l'orchestre de son cirque. Il en sera le chef d'orchestre pendant dix ans, jusqu'en 1962, accompagnant Luis Mariano et Gloria Lasso lors de leurs tournées avec ce cirque. Il enregistrera aussi à cette époque plusieurs disques de "musique de cirque".
Après, c'est la semi-retraite : petit ensemble, trio dansant, quelques apparitions à la télévision (avec orchestres reconstitués),
Redevenu Albert Adison puis Albert Lapeyrère, Adison finalement s'arrête et s'éteint à Nice le 25 août 1996, à l'âge de 87 ans.

## Enregistrements
- Amusez-vous
- Au lycée Papillon (chantée aussi par Georgius)
- On a pendu la crémaillère
- La musique vient par ici (chantée aussi par Ray Ventura)
- La petite gare
- Les prénoms effacés
- Voulez-vous danser Madame ?
- Spiritisme
- Vive la musique
- La Da Da Da
- Toc Toc, qui vient là ?
- J'aime Paris
- Un petit air à la mode
- Petit Mousaillon
- Le swing à l'école
- Sérénade sans espoir
- Le pensionnaire Fréjus

## Filmographie sélective[7]
- 1936 : La petite dame du wagon-lit, de Maurice Cammage
- 1936 : Rigolboche, de Christian-Jaque

- 1937 : À nous deux, madame la vie de René Guissart et Yves Mirande
- 1938 : L'avion de Minuit de Dimitri Kirsanoff
- 1946 : Le Studio en folie de Walter Kapps (court métrage)